# محمد كامل حموده
اللواء: محمد كامل حمودة، عسكري مصري، رئيس أركان حرب قوات المظلات، خلال حرب أكتوبر 1973.

## المؤهلات العلمية
- بكالوريوس العلوم العسكريه – الكلية الحربية 
 - قادة كتائب مشاة – كلية القادة والأركان 
 - ماجستير العلوم العسكرية – قادة وحدات أركان حرب مظلات – أكاديمية فرونز العسكرية –موسكو

 - زماله كليه الحرب العليا – الدورة الرابعة - أكاديمية ناصر العسكرية العليا